# Francesco (film)
Francesco è un film del 1989 diretto da Liliana Cavani, la quale riprende a distanza di ventitré anni la storia già raccontata nel film televisivo Francesco d'Assisi (1966).
È stato presentato in concorso al 42º Festival di Cannes.

## Trama
La vita di san Francesco viene ripercorsa dai ricordi di Chiara e alcuni dei suoi primissimi seguaci. Dalla giovinezza dissipata, alla prigionia in guerra, che l'ha portato a rinunciare ai beni terreni, perché dopo aver letto il Vangelo tradotto comprende che la nostra vita va dedicata completamente a Dio, senza preoccuparci dei beni terreni ma solo di quelli spirituali, Francesco chiede al papa Innocenzo III di poter predicare la vita cristiana ritornando all'essenzialità del Vangelo, e cioè in povertà e in perfetta armonia con il prossimo e con il creato.

## Produzione
- Alcune riprese del film furono girate a Tuscania, un paese in provincia di Viterbo.
- Altre riprese furono girate di notte all'interno della Rocca Paolina a Perugia.

## Riconoscimenti
- 1989 - Festival di Cannes
  - Candidatura Palma d'oro a Liliana Cavani
- 1989 - David di Donatello
  - Migliore scenografia a Danilo Donati
  - Candidatura Miglior film
  - Candidatura Miglior fotografia a Giuseppe Lanci
  - Candidatura Migliore colonna sonora a Vangelis
  - Candidatura Migliori costumi a Danilo Donati
  - Candidatura Miglior montaggio a Gabriella Cristiani
- 1989 - Nastro d'argento
  - Migliore attore non protagonista a Fabio Bussotti
  - Migliore scenografia a Danilo Donati
  - Candidatura Regista del miglior film a Liliana Cavani
  - Candidatura Nastro d'argento europeo a Helena Bonham Carter
- 1989 - Ciak d'oro
  - Migliore scenografia a Danilo Donati[3]